# 落合ユリ
落合 ユリ（おちあい ゆり、1982年7月10日 - ）は、日本の元AV女優。
高知県出身。身長：159cm  スリーサイズ：B83(D-65)W58 H84  血液型：A型  

## 略歴
- 2002年 - 『スローモーション』でAVデビュー。

## 人物
- 初体験は高校2年の時に、そのとき付き合っていた年上の先輩と[1]。
- 趣味：ショッピング、読書

## 作品

### アダルトビデオ
- スローモーション（2002年1月25日、MAX-A）
- Girlish Days（2002年2月26日、アリスJAPAN）
- 明日になれば…（2002年3月26日、MAX-A）
- Love goes（2002年4月23日、アリスJAPAN）
- W ダブル（2002年5月28日、アリスJAPAN）
- 妹の秘密（2002年6月21日、MAX-A）